# Castell de Masquefa
El castell de Masquefa havia estat un edifici de Masquefa (Anoia) les restes del qual, ara desaparegudes, encara són protegides com a bé cultural d'interès nacional.

## Descripció
Les ruïnes que quedaven prop l'antiga església de Sant Pere foren arrasades per a fer una esplanada el 1968. A finals de la dècada dels 90 del segle xx, es van dur a terme unes obres en el pou asèptic de l'església de Sant Pere i es van identificar unes estructures d'hàbitat al voltant de l'església que podrien pertànyer a una casa moderna o al castell de Masquefa.

## Història
Era un castell documentat l'any 963 quan el comte de Barcelona vengué a Ènyec Bonfill el castell amb els seus termes i la parròquia de Sant Pere. Uns anys més tard, aquest últim permutarà el castell amb el monestir de Sant Cugat.
Al segle xii apareix una família amb el cognom Masquefa, segurament vinculada a la castlania de la fortalesa. L'any 1254 el rei Jaume I confirma el castell com una propietat del monestir de Sant Cugat i al segle xvii apareix sota la jurisdicció reial.